# Грум, Уинстон
Уинстон Грум (англ. Winston Groom; 23 марта 1943, Вашингтон — 16 сентября 2020) — американский романист и документалист, а также сказочник, более известный как автор романа «Форрест Гамп», который был экранизирован в 1994 году.

## Биография
Грум родился в Вашингтоне, федеральный округ Колумбия, но вырос в Мобиле, штат Алабама, где он учился в University Military School (теперь UMS-Wright Preparatory School). Он посещал университет Алабамы, где был членом Delta Tau Delta и Army ROTC, и окончил университет в 1965. Он служил в армии с 1965 по 1969, включая командировку во Вьетнам. В последнее время он проживал в Point Clear, Алабама, и Long Island, Нью-Йорк.
Грум умер предположительно от сердечного приступа, у себя дома в Фэрхопе, штате Алабама, 17 сентября 2020 года, в возрасте 77 лет.

## Работы

### Романы
- Времена лучше этих (1978)
- Как только умирают лета (1980)
- Только (1984)
- Форрест Гамп (1986)
- Ушло солнце (1988)
- Гамп и компания. (1995)
- Такая красивая, красивая девушка (1999)
- Эль-Пасо (2016)

### Документальная литература
- Разговоры с врагом (совместно с Дунканом Спенсером) (1983)
- Пелены славы: От Атланты до Нэшвилла. Последняя великая кампания Гражданской войны (1995)
- Багровый прилив: Иллюстрированная история футбола в Алабамском университете (2000)
- Гроза во Фландерсе: Триумф и трагедия на западном фронте (2002)
- 1942: Год, испытывавший души людей (2005)
- Патриотический огонь: Эндрю Джексон и Жан Лафит в битве за Новый Орлеан (2006)
- Виксбург, 1863 (2010)
- Марш Карни: Эпическое создание американского Запада (2011)
- Рональд Рейган: Наш 40-й президент (2012)
- Шайло, 1862 (2012)
- Авиаторы: Эдди Рикенбакер, Джимми Дуллитл, Чарльз Линдберг и эпическая эра полётов (2013)
- Генералы: Паттон, Макартур, Маршалл и победа во Второй мировой войне (2015)
- Союзники: Рузвельт, Черчилль, Сталин и невероятный альянс, победивший во Второй мировой войне (2018)

### Другое
- ГАМПизмы: Ум и мудрость Форреста Гампа (1994)
- Книга рецептов The Bubba Gump Shrimp Co.: Рецепты и размышления от Форреста Гампа (1994)